# جنایت و مکافات (فیلم ۱۹۸۳)
جنایت و مکافات (انگلیسی: Crime and Punishment) فیلمی به کارگردانی آکی کائوریسماکی است که در سال ۱۹۸۳ منتشر شد. این فیلم نخستین فیلم بلند کائوریسماکی است که بر اساس رمانی به همین نام از فیودور داستایفسکی ساخته شده‌است.